# 1730-ті до н. е.

## Події
- Єгипет: правління фараонів XIII та XIV династій.
- Вавилон: правління Самсу-ілуна.